# Língua tsou
Tsou é uma língua austronésia formosana falada pelo povo tsou de Taiwan. É uma língua ameaçada de extinção, mas esse status é incerto. Os falantes estão localizados nas montanhas centro-oeste a sudeste da área hiay / Montanhas Alishan.. A língua é escrita com uma forma especial do alfabeto latino.

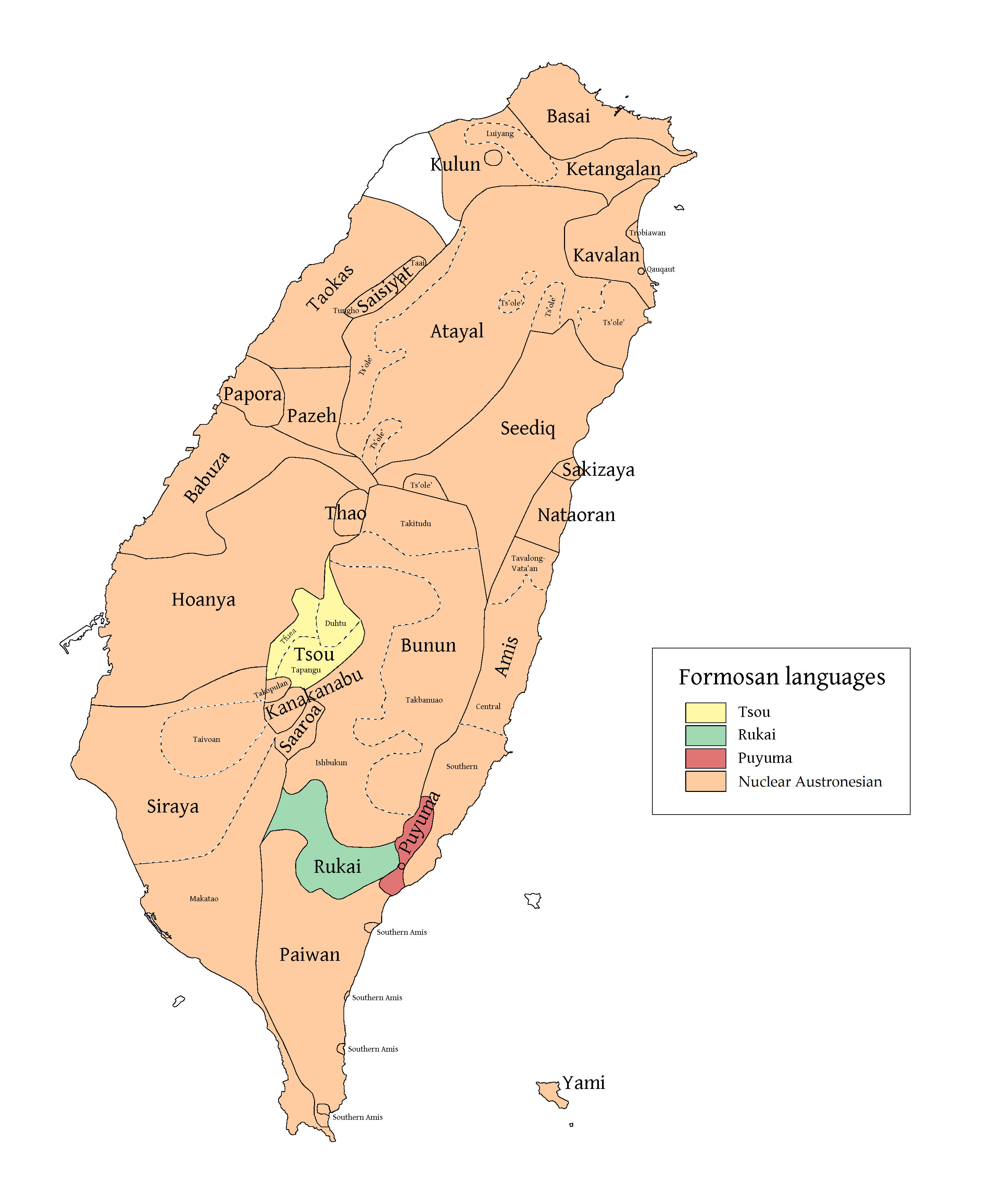
Tsou em amarelo

## Classificação
Tsou tem sido tradicionalmente considerado parte de um ramo das Austronésias. No entanto, várias classificações recentes, como Chang (2006) e Ross (2009) disputam por um ramo Tsouic, com Tsou mais divergente do que os outros dois idiomas, Kanakanabu e Saaroa.

## Dialetos
A variação dialetal de Tsou não é grande. São quatro os dialetos registrados: Tapangu, Tfuea, Duhtu e Iimcu, dos quais Tapangu e Tfuea ainda são falados. Iimcu não está bem descrito. A gramática dos outros três dialetos é quase idêntica e a variação fonológica é marginal: em certos ambientes, Tapangu / i / corresponde a Tfuea e Duhtu / z / ou / iz /, e Duhtu tinha / r / para Tfuea e Tapangu / j /. (Na verdade, os falantes mais antigos foram gravados para variar entre [r] e [j], mas nesse momento o dialeto era moribundo.)
A língua Tsou é falada nas seguintes aldeias (Li 1979, Zeitoun 2005). Todas as aldeias estão localizadas em Alishan 鄉 鄉, Chiayi 嘉義 縣, exceto em Mamahavana 美 美 (Jiumei), que fica em Hsinyi / Xinyi  信義 鄉 , Condado Nantou 南投 縣. Os nomes nativos de Tsou e os nomes chineses são dados.
Tapangu (Tapaŋʉ)
- Tapangu 達邦 (Dabang)
- Nia'ucna/Nibiei 里佳 (Lijia)
- Saviki 山美 (Shanmei)
- Sinvi 新美 (Xinmei)

Tfuea (Tfuya)
- Cayamavana 茶山 (Chashan)
- Dadauya 樂野 (Leye)
- Ranguu/Punguu/Dadangia 來吉 (Laiji)

Duhtu (Luhtu)
- Mamahavana 久美 (Jiumei)

Iimucu - extinta

## Fonologia
A descrição da fonologia de Tsou abaixo é de Wright & Ladefoged (1994).

### Vogais
Tsou possui seis vogais,  / i ɨ u e o ɑ /. Seqüências de vogal ocorrem, incluindo seqüências de vogais semelhantes ( / ii / etc.), mas são separadas por Mora ao invés de vogais longas ou ditongos. As vogais, especialmente as vogais posteriores, são centralizadas quando ladeadas por consoantes alveolares sem voz (s  / t, ts, s /). Isso pode envolver um descuido central, de modo que o  / o / seja pronunciado como um ditongo  [öə̯] ou  [ɵə̯] nesse ambiente.

### Consoantes
|             |             | Labial | Alveolar | Velar | Glotal |
| ----------- | ----------- | ------ | -------- | ----- | ------ |
| Nasal       | Nasal       | m      | n        | ŋ     |        |
| Plosiva     | surda}      | p      | t        | k     | ʔ      |
| Plosiva     | implosiva   | ɓ      | ɗ~ˀl     |       |        |
| Africada    | Africada    |        | ts~tʃ    |       |        |
| Fricativa   | surda       | f      | s~ʃ      | h     | h      |
| Fricativa   | sonora      | v      | z~ʒ      |       |        |
| Aproximante | Aproximante | w      | ɹ~j      | ɹ~j   |        |

As aproximantes /w/ e /j/ podem aparecer como vogais não-médias  [e̯] e  [o̯], o mesmo (para  / j /) na posição inicial (  / jo ~ joskɨ / [e̯oˈe̯oskɨ] "peixes";  / w / não ocorre na posição inicial), explicando a ortografia  Tfuea  ( / tfuja /) para o nome do dialeto. No entanto, a atribuição de tonicidade ( [ˈtfue̯a]) e as restrições aos grupos de consoantes demonstram que elas se comportam como consoantes.
As plosivas não são aspiradas. As oclusivas foneticamente aspiradas são, na verdade, seqüências de oclusivas mais  / h /, como pode ser visto pelo fato de que elas não podem se agrupar com uma terceira consoante e por alternâncias morfológicas como  / phini / ~  / mhini / "para negociar".
De acordo com a análise de espectro fonético,  / h / parece ser uma fricativa glotal na maioria dos ambientes, mas se aproxima de uma velar  [x] próximo à vogal central  / ɨ /, como em  / tsaphɨ / 'bordo, único'. No entanto, o fato de as sequências  / hʔ / e  / ʔh / ocorrerem, quando nenhuma outra seqüência homorgânica é permitida, sugere que {{IPA | / h /} } e  / ʔ / podem não ser glotais (Evidência adicional de que  / h / pode ser melhor analisada como velar é o fato de que  * / kh / não foi encontrado e que  / hk / é apenas encontrado medialmente, na única palavra conhecida  / kuhku / "raposa".)
Os sibilantes sem voz,  / ts / e  / s /, são palatalizados para  [tʃ] e  [ʃ] antes das vogais anteriores  / i / e  / e /. No entanto, o sibilante com voz  / z / não é afetada por esse ambiente.
As implosivas  / ɓ / e  / ɗ / são incomuns. Ambos podem ser glotalizados ( [ʔɓ], [ʔɗ] ou talvez  [ʔb], [ʔd]) em posição intervocalica. Além disso, o alveolar  / ɗ / tem algumas alofonias incomuns: cerca de um terço dos falantes a pronuncia com um som lateral ou antes de  / a / como uma aproximante lateral  [l], como em  / ɗauja / [lauja] "bordo". De fato, Tsuchida (1976) a transcreveu como um lateral pré-classificado,  [ˀl]

### Tonicidade
Com algumas exceções, ao intonação não é apenas previsível, mas muda quando os sufixos são adicionados a uma palavra. Recai sobre a penúltima vogal ou sobre a penúltima (mpra (linguística)|mora]] se uma análise moraica for adotada. Ou seja, uma sílaba forte final (vogal dupla) recebe intonação ( [eˈmoo] "casa"); caso contrário, a intonação recai sobre a penúltima sílaba ( [oˈkosi] "seu filho"). A intonação adicional cai em um padrão troqueu: Todas as outras sílabas leves (vogal simples) também recebem intonação. As vogais não tônicas são excluídas, exceto nos limites das palavras (vogal inicial ou final) e, a menos que isso seja feito, criaria um grupo consonantal não permitido.
Por exemplo, o verbo  // seʔe-nətəh-a // "cortar com um bolo" enfatiza as sílabas  // tə // e  // //, sendo como  [sʔenˈtəha]. No entanto, isso não explica todos os grupos consoantes, muitos dos quais são determinados lexicamente.

### Fonotáticas
A sílaba mais complexa de Tsou é  C C  V V. Tsou é incomum pela quantidade de grupos consonantais permitidos. grupos homorgânicos não são permitidos, a menos que um seja uma consoante nasal, e no máximo duas consoantes possam ocorrer juntas, mas, caso contrário, sabe-se que cerca de metade das sequências possíveis ocorre. Por exemplo, todas as seqüências não-homorgânicas que começam com / t / e / ts / são encontradas. Grupos ausentes podem não ser permitidos ou podem simplesmente ser lacunas acidentais devido ao conhecimento limitado do léxico.
| Inicial ou medial                             | Somente medial only           |
| --------------------------------------------- | ----------------------------- |
| /pt, pts, ps, pn, pk, pŋ, pʔ, ph/             | /pz/                          |
| /ft, fts, fk, fŋ, fʔ/                         | /fn/[4]                       |
| /vts, vh/                                     | /vn, vʔ/                      |
| /ɓn/                                          | /ɓk/                          |
| /mp, mf, mts, ms, mz, mn, mʔ, mh/             | /mɓ, mt/                      |
| /tp, tf, tv, tm, tn, tk, tŋ, tʔ, th/          | /tɓ/                          |
| /tsp, tsf, tsv, tsm, tsn, tsk, tsŋ, tsʔ, tsh/ | /tsɓ/                         |
| /sp, sv, sɓ, sm, sn, sk, sŋ, sʔ/              | —                             |
| —                                             | /zʔ/                          |
| /nm, nt, ns/                                  | /np, nv, nts, nz, nk, nʔ, nh/ |
| /ks, kn/                                      | /kts, kʔ/                     |
| /ŋv, ŋh/                                      | /ŋm, ŋt, ŋts, ŋs, ŋz, ŋk/[5]  |
| /ʔp, ʔv, ʔm, ʔt, ʔts, ʔs/                     | /ʔf, ʔɗ, ʔn, ʔk, ʔh/          |
| /hp, hv, hm, ht, hts, hn, hŋ/                 | /hs, hz, hk, hŋ/              |
Nos grupos de oclusivas orais, ambos têm uma emissão explosão de liberação audível. Isso ocorre mesmo egrupos como parte do início da sílaba], sem coda da sílaba ocorrendo no idioma.
Numa oclusiva, oral ou nasal, pode ou não ocorrer uma liberação antes da uma nasal, dependendo do falante. Os grupos iniciais  / hp, ht, hʔ / são incomuns em vários idiomas. O espectro mostra que a língua se move em direção a uma articulação alveolar durante o  / h / de  / ht /, demonstrando que não está articulada como uma velar. Os grupos iniciais  / pʔ / e  / tʔ / às vezes são percebidos como duas oclusivas liberadas, mas às vezes com uma única liberação, semelhante a uma consoante ejetiva em outros idiomas. ( / kʔ / está novamente ausente notavelmente, exceto intervocalicamente, apesar do fato de que  [k '] é o ejetivo o mais comum em vários idiomas

## Gramática

### Sintaxe
Como a maioria das outras línguas austronésias, Tsou exibe uma sintaxe de predicado-inicial.
Tsou tem três tipos principais de perguntas (Zeitoun 2005: 282).
1. Perguntas sim-não
2. Questões alternativas
3. Perguntas Q (perguntas de informação)

Tsou possui os seguintes tipos de cláusulas:
1. Verbal
  1. Declarativa
  2. Imperativa
  3. (verbal) interrogativa
2. Equacional
3. Existencial (nenhum verbo auxiliar é permitido)

Palavras de função importantes são:
- zou  - "ser"
- 'a' - "é o caso de"
- o'ta  - (é) não (no caso disso) "
- pan  - "existe" / existencial
- uk'a  - existencial negativo (geralmente seguido por  ci )
- o'a  - negação de um fato ou evento
- ci  - relativizador
- 'o' '- proibição (construções AV)
- av'a  - proibição (construções UV)

Os marcadores de caso são os seguintes, com formas nominativas colocadas antes de barras e formas oblíquas colocadas após elas (Zeitoun 2005: 274). A forma nominativa é dada quando não há barras.
- 'e' '- falantes visível e próximo
- si / ta  - ouvinte visível e próximo
- ta  - visível, mas longe do alto-falante
- 'o / to' '- invisível e distante, ou recém-introduzido no discurso
- na / no ~ ne  - não identificável e não referencial (geralmente ao varrer uma classe de elementos)

### Classe de palavras
Os substantivos Tsou são distinguidos dos verbos pela presença de marcadores de caso e pronomes genitivos com sufixo, os quais não podem ser aplicados a verbos (Zeitoun 2005: 264). Os verbos, por outro lado, possuem marcação de voz elaborada. Adjetivos e certos advérbios realmente funcionam como verbos, pois também sofrem inflexão de voz e são colocados nas mesmas posições dentro de cláusulas que verbos (isto é, predicado-inicial).
Tsou é único por não ter elementos do tipo preposições, ao invés de usar substantivos ou verbos para expressar essas noções.

### Verbos
Os verbos principais podem assumir três tipos de voz (Zeitoun 2005: 284).
1. Voz do paciente:  -a
2. Voz local:  -i
3. Voz instrumental / benéfica:  - (n) eni

Os verbos tsou podem ser divididos em cinco classes principais (I, II, III-1, III-2, IV, V-1, V-2) com base em alternâncias morfológicas (Zeitoun 2005: 285). Os verbos tsou não têm tantas distinções morfológicas quanto as outras línguas formosas, uma vez que a língua tsou faz uso mais extenso dos verbos auxiliares. Por exemplo, não há distinções temporais / aspectos, marcações separadas para imperativos e distinções estáticas / dinâmicas. No entanto, Tsou ainda preserva os causadores  poa-  (alomorfos:  p-, pa- ).
Os verbos auxiliares Tsou podem transportar informações temporais / aspecto e modal, bem como voz. Eles estão marcados para as seguintes vozes:
1. Voz do autor (AV)
2. Voz dddo passivo (UV)

Esses verbos auxiliares podem ser divididos em três classes:
1. AV construções -  mio, mo, mi-, moso, mo (h) -
2. UV construções -  i-, o (h) -
3. Construções AV / UV -  te, ta, tena, nte, ntoso, nto (h) -, la

Tsou tem os seguintes sufixos aspecto:
1. - cu / -c'u  - já
2. - n'a  - ainda, apenas, prestes a
3. - la  - uma vez

### Pronomes
Os pronomes pessoais abaixo são do dialeto Tfuya de Tsou e são originários de Zeitoun (2005: 265). Observe que os pronomes da terceira pessoa são diferenciados entre os visíveis (abreviado  vis.  Abaixo) ou os não visíveis.
| Pronome         | Livre (neutro) | Limitado (nominativo) | Limitado (genitivo) |
| --------------- | -------------- | --------------------- | ------------------- |
| 1ª S.           | a'o            | -'o/-'u               | -'o/-'u             |
| 2ª S.           | suu            | -su/-ko               | -su/-ko             |
| 3ª S (vis.)     | taini          | -ta                   | -taini              |
| 3ª S (not vis.) | ic'o           | -                     | -si                 |
| 1ª P (incl.)    | a'ati          | -to                   | -to                 |
| 1ª (excl.)      | a'ami          | -mza                  | -mza                |
| 2ª P            | muu            | -mu                   | -mu                 |
| 3ª P (vis.)     | hin'i          | -hin'i                | -hin'i              |
| 3ª P (não vis.) | hee            | -                     | -he                 |

## Numerais
Tsou Tfuya (Zeitoun 2005:265):
1. coni ; 10. m-as-kʉ
2. yuso ; 20. m-pus-ku
3. tuyu ; 30. m-tuyu-hu
4. sʉptʉ ; 40. m-sʉptʉ-hʉ
5. eimo ; 50. m-eimo-hʉ
6. nomʉ ; 60. m-onmʉ-hʉ
7. pitu ; 70. m-pʉtvʉ-hʉ
8. voyu ; 80. m-voyvʉ-hʉ
9. sio ; 90. m-sio-hʉ

Dezenas se derivam com o circufixo (confixo) m- -hʉ. Existe também o fenômeno da harmonia vocálica u/ʉ.

## Extinção
As pessoas que falam essa língua vivem nas áreas montanhosas porque os colonizadores dominantes estão em Taiwan há mais de 380 anos. Esses invasores mataram os povos indígenas, queimaram aldeias e os forçaram a se mudar enquanto os colonizadores reivindicavam cada vez mais espaços. Alguns desses colonizadores foram holandeses, espanhóis, japoneses e chineses. Os governantes externos impuseram seus próprios sistemas de educação aos povos indígenas, mas a influência mais notável veio da era do Kuomintang, onde os taiwaneses foram forçados a usar o Mandarim e onde as crianças eram punidas na escola se eles usassem sua própria língua indígena. Isso forçou o povo de Taiwan a desistir de seu idioma para sobreviver no novo ambiente imposto.
Devido à globalização, as pessoas estão sempre em busca de uma vida melhor caso não estejam completamente felizes. Os jovens estão deixando as aldeias e procurando emprego nas grandes cidades. Por esse motivo, as crianças não usam o idioma nativo e não são expostas à cultura com tanta frequência, o que significa que o idioma não está sendo transmitido para as gerações futuras..
Uma pesquisa de 1999 constatou que apenas 9% das crianças indígenas podiam falar sua língua nativa, e a maioria preferia usar o mandarim, que é a língua oficial de Taiwan. Tsou é usado principalmente pelos anciãos da comunidade em cerimônias e certas reuniões. Infelizmente, como os pais não são fluentes e não veem o idioma como prático para as crianças, o idioma raramente é falado em casa.. O idioma é encontrado mais em ambientes escolares, onde crianças participam de programas de aprendizado cultural.
A língua Tsou é reconhecida pelo governo, que alocou dinheiro para levar programas de idiomas para escolas de ensino fundamental e médio, mas os fundos às vezes são inconsistentes, o que afeta negativamente os programas. Ajudou que uma lei marcial fosse levantada em 1987 e que as pessoas pudessem falar livremente suas línguas nativas novamente; no entanto, tantas outras línguas dominantes foram usadas que várias línguas indígenas nativas realmente desapareceram.
Os anciãos se preocupam com o idioma e com a possibilidade dele não sobreviver no futuro, portanto são bem-vindos a qualquer ajuda que os linguistas possam fornecer. Além disso, a comunidade possui programas para manter o idioma. Um exemplo é quando as crianças cantam canções folclóricas de Tsou no jardim de infância e continuam expostas a outros programas culturais na escola primária. As pessoas confiam muito nessas crianças para manter viva a língua, a música, a cultura. Existem programas para crianças do ensino fundamental e médio aprenderem o idioma. Os membros da comunidade estão muito dispostos a se envolver com os eventos. É difícil ensinar a língua, porque há uma falta de bons materiais de ensino. As escolas não fazem da aprendizagem da língua indígena uma prioridade, porque se um evento considerado mais importante ocorrer, é provável que os professores adiem a aula de línguas. Além disso, os alunos precisam se preocupar em estudar a língua inglesa, mandarim.  